# Yura
Yura ist eine Ortschaft im Departamento Potosí im Hochland des südamerikanischen Anden-Staates Bolivien.

## Lage im Nahraum
Yura ist zentraler Ort des Kanton Yura im Municipio Tomave in der Provinz Antonio Quijarro. Die Siedlung liegt auf einer Höhe von 3373 m am Río Tumusla, einem der Zuflüsse zum Río Pilcomayo.

## Geographie
Yura liegt auf dem Altiplano im zentralen Bolivien zwischen der Cordillera de Chichas im Südwesten und der Cordillera Central im Nordosten.
Die mittlere Durchschnittstemperatur der Region liegt bei etwa 11 °C (siehe Klimadiagramm Potosí), die monatlichen Durchschnittstemperaturen schwanken zwischen 8 °C im Juni/Juli und gut 13 °C von November bis März. Der Jahresniederschlag beträgt nur etwa 350 mm, bei einer ausgeprägten Trockenzeit von April bis Oktober mit Monatsniederschlägen zwischen 0 und 15 mm und einer kurzen Feuchtezeit von Dezember bis Februar mit Monatsniederschlägen von gut 70 mm.

## Verkehrsnetz
Yura liegt in einer Entfernung von 103 Straßenkilometern südwestlich von Potosí, der Hauptstadt des Departamentos, in südwestlicher Richtung.
Von Potosí aus führt die Nationalstraße Ruta 5 über die Ortschaften Porco und Chaquilla nach Pelca und weiter über Ticatica und Pulacayo nach Uyuni am Salzsee Salar de Uyuni. Am Ortsausgang von Pelca zweigt eine unbefestigte Straße von der Ruta 5 nach Osten ab und erreicht nach drei Kilometern die Ortschaft Pecataya; von dort sind es noch einmal fünf Kilometer in südöstlicher Richtung bis Yura.

## Bevölkerung
Die Einwohnerzahl der Ortschaft ist in den zwei Jahrzehnten zwischen den letzten drei Volkszählungen auf mehr als das Dreifache angestiegen:
| Jahr | Einwohner | Quelle       |
| ---- | --------- | ------------ |
| 1992 | 250       | Volkszählung |
| 2001 | 614       | Volkszählung |
| 2012 | 968       | Volkszählung |
| 2024 |           | Volkszählung |

Die Region weist einen hohen Anteil an Quechua-Bevölkerung auf, im Municipio Tomave sprechen 92,0 Prozent der Bevölkerung Quechua.